# Autópályák Montenegróban

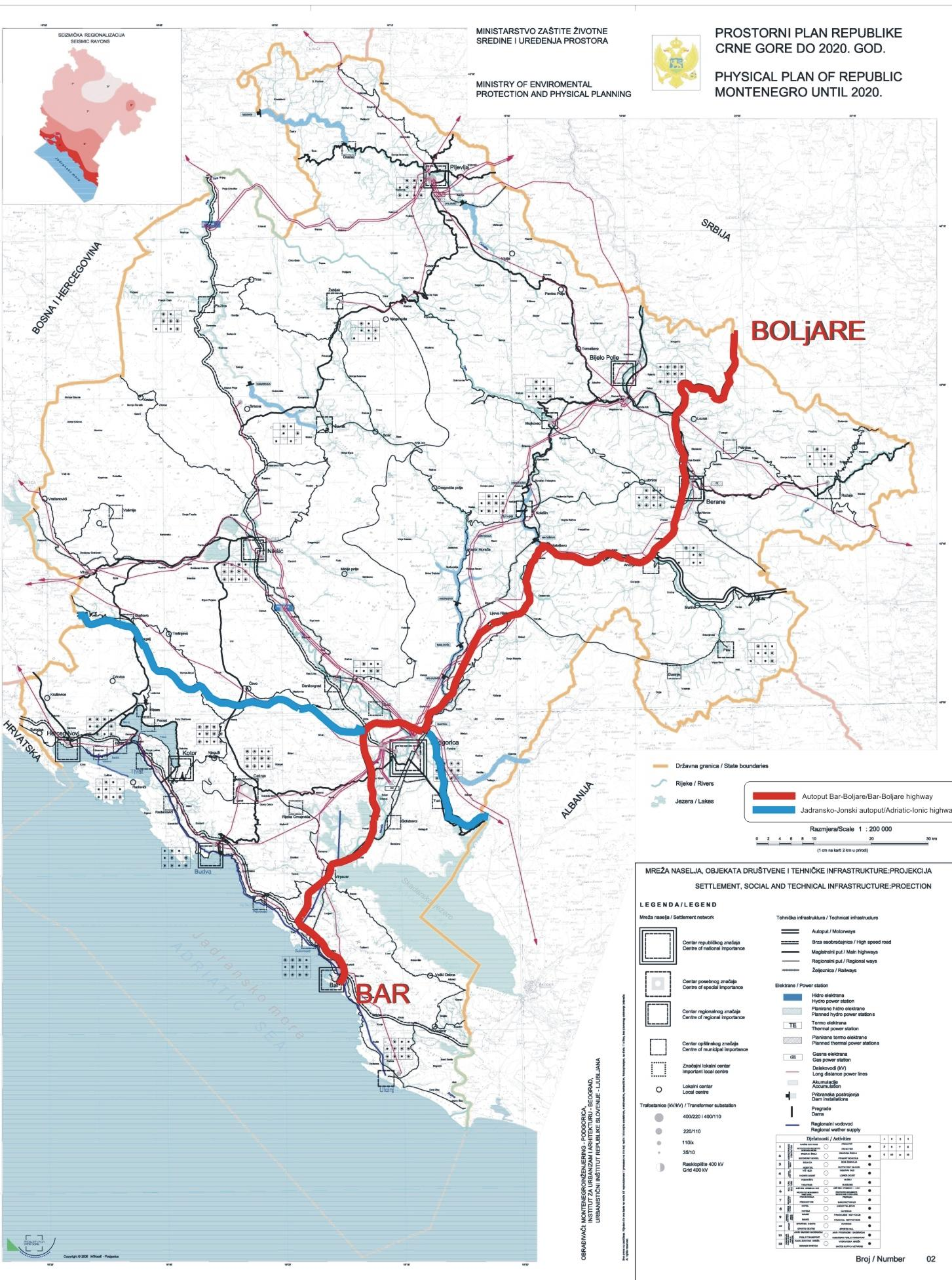
Montenegrói autópályák tervezett hálózata - a Belgrád-Bar autópálya (piros) és az Adria-Jón autópálya (kék)

Montenegrónak 2022. július 13-a óta van autópályája, amikor is felavatták a Bar-Boljare autópálya első szakaszát.
A montenegrói autópályákon a sebességhatár 100 kilométer per óra (62 mph).

## Belgrád–Bar autópálya
A Belgrád–Bar autópálya, szerb és montenegrói nevén Аутопут Београд–Бар (Autoput Beograd–Bar) 445 kilométer (277 mi) és az E763 (E763) európai útvonal része. Szerbiában már megkezdték az A2-es autópálya építését 103,1 kilométer (64,1 mi), valamint Montenegróban (Smokovac–Mateševo). A montenegrói autópálya teljes hossza Bartól a szerb határig Boljare-ig 165,2 kilométer (102,7 mi). Ez egy nehézségekkel teli projekt, amelyet öt részre osztottak (dionica). Összesen 42 alagút és 92 híd lesz benne. Az építkezés első részét állami-magán partnerségi projektként finanszírozzák, a kivitelező a kínai CRBC cég volt. Az autópálya Smokovac– Mateševo szakasza körülbelül 1 milliárd euróba került. Az autópálya a volt Jugoszlávia többi országához hasonlóan útdíjköteles. A jelenleg nyitott szakaszon - 41 kilométer (25 mi) - a személygépjárművek útdíja 3,50 euró. 2022 elején a Tőkebefektetési Minisztérium bejelentette a második, Mateševótól Andrijevicáig terjedő szakasz projektjének kidolgozását, amelynek határideje az év vége. Ennek kivitelezésének előzetes becsült hossza 23,5 kilométer (14,6 mi) hosszú szakasz 552,5 millió euró. Ervin Ibrahimović tőkebefektetési miniszter 2023. január 8-án egy interjúban bejelentette, hogy az autópálya rendszer következő építendő szakasza a Mateševo–Andrijevica szakasz lesz, a kivitelező kiválasztásával és a felügyelettel 2025-ben indul.
| alkatrész sz. | Útvonal                                        | Teljes hossz (km) | Üzemben (km) | Építés alatt (km) | Teljesítmény fázis   |
| ------------- | ---------------------------------------------- | ----------------- | ------------ | ----------------- | -------------------- |
| 1             | Đurmani–Virpazar                               | 11.2              | 0.0          | 0.0               | Tervezett            |
| 2             | Virpazar–Farmaci–Smokovac (Podgorica elkerülő) | 38,0              | 0.0          | 0.0               | Tervezett            |
| 3A            | Smokovac–Veruša–Uvač                           | 34.0              | 34.0         | 0.0               | Megnyitás: 2022. 07. |
| 3B            | Uvač–Mateševo                                  | 7.0               | 7.0          | 0.0               | Megnyitás: 2022. 07. |
| 4A            | Mateševo–Andrijevica                           | 23.0              | 0.0          | 0.0               | projekt készülőben   |
| 4B            | Andrijevica–Berane                             | 11.0              | 0.0          | 0.0               | Tervezett            |
| 5             | Berane–Boljare                                 | 41,0              | 0.0          | 0.0               | Tervezett            |

A tervezett Adria-Jón autópálya 100 kilométer (62 mi) hosszú, amely összeköti Montenegrót nyugaton Bosznia-Hercegovinával, keleten pedig a fővárost Podgoricát Albániával. Innen továbbhaladhat majd Albánián át egészen elérve Görögországot.

## Fordítás
Ez a szócikk részben vagy egészben  a   Motorways in Montenegro című angol Wikipédia-szócikk ezen változatának fordításán alapul.  Az eredeti cikk szerkesztőit annak laptörténete sorolja fel. Ez a jelzés csupán a megfogalmazás eredetét és a szerzői jogokat jelzi, nem szolgál a cikkben szereplő információk forrásmegjelöléseként.